# Otōto-jima
Otōto-jima (jap. 弟島) ist eine unbewohnte japanische Insel. Sie ist Teil der Chichijima-Inselkette innerhalb der Ogasawara-Inseln und wird von der Präfektur Tokio verwaltet. Der Name der Insel bedeutet übersetzt „Kleiner-Bruder-Insel“ und spiegelt die Größe Otōto-jimas relativ zu Ani-jima („Großer-Bruder-Insel“) und Chichi-jima („Vater-Insel“) wider. Otōto-jima selbst hat eine Fläche von 5,2 km². Der höchste Punkt der Insel liegt auf 235 m.

## Flora und Fauna
Otōto-jima liegt innerhalb des Ogasawara-Nationalparks. Auf der Insel herrscht ein subtropisches Klima und Wälder aus Schima mertensiana sind weit verbreitet.
Darüber hinaus ist auf der Insel auch eine Population von Morus boninensis zu finden und Otōto-jima ist die einzige Insel, auf der alle fünf auf den Ogasawara-Inseln endemischen Libellenarten, darunter Indolestes boninensis, vorkommen. Invasive Ochsenfrösche wurden seit 2004 erfolgreich bekämpft, um die einheimischen Arten zu schützen.

## Galerie

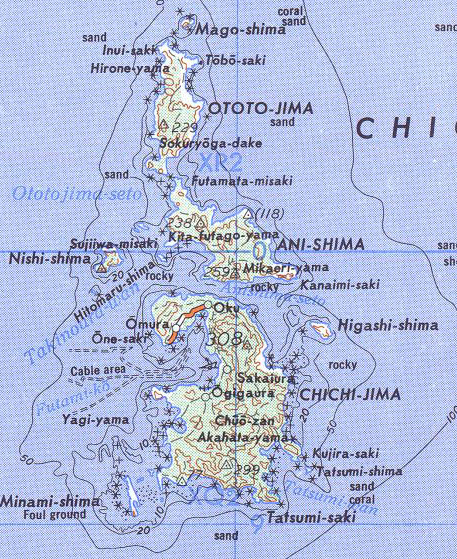
Karte der Chichijima-Inselkette